# Noreena luxuriosa
Noreena luxuriosa är en fjärilsart som beskrevs av Johnson 1989. Noreena luxuriosa ingår i släktet Noreena och familjen juvelvingar. Inga underarter finns listade i Catalogue of Life.